# Araneus reversus
Araneus reversus este o specie de păianjeni din genul Araneus, familia Araneidae, descrisă de Hogg, 1914.
Este endemică în Western Australia. Conform Catalogue of Life specia Araneus reversus nu are subspecii cunoscute.